# ساندرا روجاس
ساندرا روجاس (بالإسبانية: Sandra Rojas) هي راكبة الكنو مكسيكية، ولدت في 20 أكتوبر 1973.

## وصلات خارجية
- ساندرا روجاس على موقع أوليمبيديا (الإنجليزية)